# Anne Westerduin (Nederland)
Anne Westerduin (Middelburg, 17 augustus 1971) is een Nederlands theologe en schrijfster.
Westerduins vader was dominee. Zelf studeerde zij ook theologie aan de Universiteit Utrecht. Van 2004 tot 2009 was de theologe hoofd Huwelijk, Gezin en Opvoeding van de Evangelische Omroep. In die hoedanigheid was zij hoofdredacteur bij het EO-vrouwenblad Eva. In 2009 verliet zij de EO om samen met twee andere vrouwen het communicatiebureau Sestra Media te beginnen waarmee zij zich specialiseerden in de doelgroep vrouwen. Een jaar eerder had Westerduin haar rug gebroken bij een auto-ongeluk. In 2011 was de theologe negen maanden interim-directeur bij Groot Nieuws Radio. Sinds 2012 was zij werkzaam bij Uitgeversgroep Jongbloed. Zij ruilde die baan per 1 september 2017 in voor een baan bij Sprank, een christelijke zorginstelling voor mensen met een verstandelijke handicap.
In 2012 en 2013 was zij panellid bij het EO-radioprogramma Deze Week, vanaf 2014 de rubriek Het vrijdagforum van EO Door de Week, waarin zij ook een aantal malen aanschoof. Bij de Tweede Kamerverkiezingen in 2021 stond Westerduin als lijstduwer op de kandidatenlijst van de ChristenUnie.
Samen met haar man heeft zij drie kinderen.